# Marmitte dei giganti (Nago-Torbole)
Le marmitte dei giganti  sono depressioni a forma di grande pozzo scavate nelle rocce di rilievi nella zona di Nago-Torbole che ricordano le superfici interne di enormi marmitte. Nacquero in seguito a fenomeni di erosione glaciale.

## Origine del nome
Il nome deriva dai racconti nati inizialmente per spiegare queste formazioni attribuendole all'azione di esseri giganteschi in realtà mai esistiti. Solo quando gli studi geologici moderni ne spiegarono l'origine il mistero iniziale venne svelato ma il nome rimase.

## Descrizione

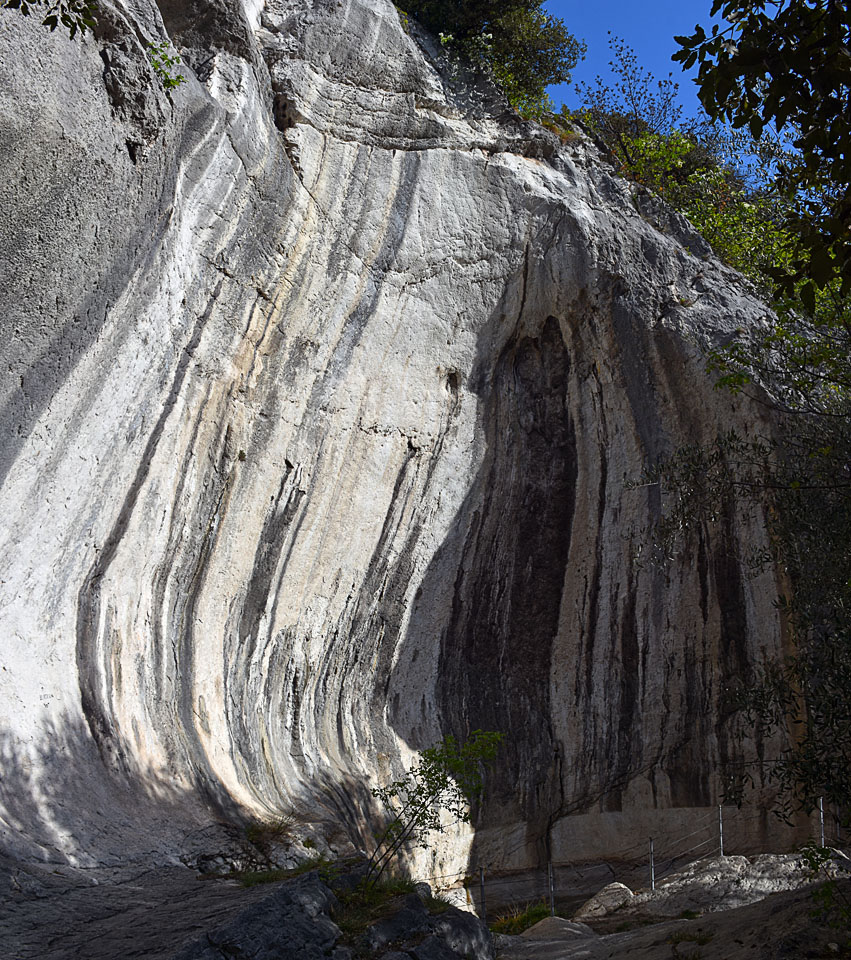
Particolari colori nelle rocce delle marmitte

Rappresentano un fenomeno postglaciale, uno dei più interessanti fenomeni naturali del Trentino.
Si tratta di pozzi glaciali distribuiti in vari punti ed alcuni sono visitabili. Alcune marmitte furono studiate dal geologo e direttore del Museo tridentino di scienze naturali Giovanni Battista Trener.
Si trovano in un insieme di altri monumenti naturali come salti glaciali, rocce montonate, lisciate e striate. Oltre al punto dove si trova il pozzo glaciale principale altri siti sono presenti sulla strada della Maza, in direzione di Arco ad un chilometro circa da Nago.